# Liste des pays par taux d'alphabétisation
 (mai 2025).

Carte du monde montrant le taux d’alphabétisation par pays (Rapport du développement humain 2015). Gris = aucune donnée.

Le taux d'alphabétisation correspond au pourcentage des personnes de quinze ans et plus sachant lire et écrire dans une population.

## Liste de la CIA
La liste suivante est établie d'après les données du CIA World Factbook en 2015.
| 2015                             | Taux d'alphabétisation | Taux d'alphabétisation | Taux d'alphabétisation |
| Pays                             | ♂ Hommes               | ♀ Femmes               | Total                  |
| -------------------------------- | ---------------------- | ---------------------- | ---------------------- |
| 0Monde                           | 90,0 %                 | 82,7 %                 | 86,3 %                 |
| Allemagne                        | >99,9 %                | >99,9 %                | >99,9 %                |
| Australie                        | >99,9 %                | >99,9 %                | >99,9 %                |
| Autriche                         | >99,9 %                | >99,9 %                | >99,9 %                |
| Belgique                         | >99,9 %                | >99,9 %                | >99,9 %                |
| Canada                           | >99,9 %                | >99,9 %                | >99,9 %                |
| Corée du Nord                    | >99,9 %                | >99,9 %                | >99,9 %                |
| Corée du Sud                     | >99,9 %                | >99,9 %                | >99,9 %                |
| Danemark                         | >99,9 %                | >99,9 %                | >99,9 %                |
| États-Unis                       | >99,9 %                | >99,9 %                | >99,9 %                |
| Finlande                         | >99,9 %                | >99,9 %                | >99,9 %                |
| France                           | >99,9 %                | >99,9 %                | >99,9 %                |
| Hong Kong                        | >99,9 %                | >99,9 %                | >99,9 %                |
| Irlande                          | >99,9 %                | >99,9 %                | >99,9 %                |
| Islande                          | >99,9 %                | >99,9 %                | >99,9 %                |
| Israël                           | >99,9 %                | >99,9 %                | >99,9 %                |
| Japon                            | >99,9 %                | >99,9 %                | >99,9 %                |
| Lettonie                         | >99,9 %                | >99,9 %                | >99,9 %                |
| Luxembourg                       | >99,9 %                | >99,9 %                | >99,9 %                |
| Norvège                          | >99,9 %                | >99,9 %                | >99,9 %                |
| Nouvelle-Zélande                 | >99,9 %                | >99,9 %                | >99,9 %                |
| Pays-Bas                         | >99,9 %                | >99,9 %                | >99,9 %                |
| Suède                            | >99,9 %                | >99,9 %                | >99,9 %                |
| Suisse                           | >99,9 %                | >99,9 %                | >99,9 %                |
| Tchéquie                         | >99,9 %                | >99,9 %                | >99,9 %                |
| Royaume-Uni                      | >99,9 %                | >99,9 %                | >99,9 %                |
| Arménie                          | 99,8 %                 | 99,8 %                 | 99,8 %                 |
| Azerbaïdjan                      | 99,9 %                 | 99,7 %                 | 99,8 %                 |
| Estonie                          | 99,8 %                 | 99,8 %                 | 99,8 %                 |
| Géorgie                          | 99,8 %                 | 99,8 %                 | 99,8 %                 |
| Kazakhstan                       | 99,8 %                 | 99,8 %                 | 99,8 %                 |
| Lituanie                         | 99,8 %                 | 99,8 %                 | 99,8 %                 |
| Pologne                          | 99,9 %                 | 99,7 %                 | 99,8 %                 |
| Tadjikistan                      | 99,8 %                 | 99,8 %                 | 99,8 %                 |
| Ukraine                          | 99,9 %                 | 99,7 %                 | 99,8 %                 |
| Biélorussie                      | 99,8 %                 | 99,7 %                 | 99,7 %                 |
| Cuba                             | 99,7 %                 | 99,8 %                 | 99,7 %                 |
| Russie                           | 99,7 %                 | 99,7 %                 | 99,7 %                 |
| Slovénie                         | 99,7 %                 | 99,7 %                 | 99,7 %                 |
| Slovaquie                        | 99,6 %                 | 99,6 %                 | 99,6 %                 |
| Ouzbékistan                      | 99,7 %                 | 99,5 %                 | 99,6 %                 |
| Palaos                           | 99,5 %                 | 99,6 %                 | 99,5 %                 |
| Kirghizistan                     | 99,6 %                 | 99,4 %                 | 99,5 %                 |
| Moldavie                         | 99,7 %                 | 99,1 %                 | 99,4 %                 |
| Tonga                            | 99,3 %                 | 99,4 %                 | 99,4 %                 |
| Maldives                         | 99,8 %                 | 98,8 %                 | 99,3 %                 |
| Croatie                          | 99,7 %                 | 98,9 %                 | 99,3 %                 |
| Italie                           | 99,4 %                 | 99,0 %                 | 99,2 %                 |
| Hongrie                          | 99,1 %                 | 99,1 %                 | 99,1 %                 |
| Chypre                           | 99,5 %                 | 98,7 %                 | 99,1 %                 |
| Samoa                            | 98,9 %                 | 99,1 %                 | 99,0 %                 |
| Trinité-et-Tobago                | 99,2 %                 | 98,7 %                 | 99,0 %                 |
| Roumanie                         | 99,1 %                 | 98,5 %                 | 98,8 %                 |
| Monténégro                       | 99,5 %                 | 98,0 %                 | 98,7 %                 |
| Taïwan                           | 99,7 %                 | 97,7 %                 | 98,7 %                 |
| Bosnie-Herzégovine               | 99,5 %                 | 97,5 %                 | 98,5 %                 |
| Bulgarie                         | 98,7 %                 | 98,1 %                 | 98,4 %                 |
| Mongolie                         | 98,2 %                 | 98,6 %                 | 98,4 %                 |
| Uruguay                          | 98,1 %                 | 98,7 %                 | 98,4 %                 |
| Argentine                        | 98,0 %                 | 98,1 %                 | 98,1 %                 |
| Serbie                           | 99,1 %                 | 97,2 %                 | 98,1 %                 |
| Espagne                          | 98,7 %                 | 97,5 %                 | 98,1 %                 |
| Costa Rica                       | 97,7 %                 | 97,8 %                 | 97,8 %                 |
| Macédoine du Nord                | 98,8 %                 | 96,8 %                 | 97,8 %                 |
| Qatar                            | 97,9 %                 | 97,4 %                 | 97,8 %                 |
| Grèce                            | 98,5 %                 | 96,9 %                 | 97,7 %                 |
| Albanie                          | 98,4 %                 | 96,8 %                 | 97,6 %                 |
| Chili                            | 97,4 %                 | 97,2 %                 | 97,3 %                 |
| Singapour                        | 98,7 %                 | 95,1 %                 | 96,8 %                 |
| Jordanie                         | 98,1 %                 | 95,2 %                 | 96,7 %                 |
| Thaïlande                        | 96,6 %                 | 96,7 %                 | 96,7 %                 |
| Bahreïn                          | 97,7 %                 | 95,1 %                 | 96,4 %                 |
| Chine                            | 98,2 %                 | 94,5 %                 | 96,4 %                 |
| Koweït                           | 96,5 %                 | 95,8 %                 | 96,3 %                 |
| Macao                            | 98,0 %                 | 94,6 %                 | 96,2 %                 |
| Philippines                      | 95,8 %                 | 96,8 %                 | 96,2 %                 |
| Bahreïn                          | 96,9 %                 | 93,5 %                 | 95,7 %                 |
| Bolivie                          | 97,8 %                 | 93,6 %                 | 95,7 %                 |
| Paraguay                         | 96,1 %                 | 95,0 %                 | 95,6 %                 |
| Suriname                         | 91,1 %                 | 95,0 %                 | 95,6 %                 |
| Portugal                         | 96,9 %                 | 94,1 %                 | 95,4 %                 |
| Venezuela                        | 95,0 %                 | 95,7 %                 | 95,4 %                 |
| Guinée équatoriale               | 97,4 %                 | 93,0 %                 | 95,3 %                 |
| Seychelles                       | 94,7 %                 | 95,7 %                 | 95,2 %                 |
| Turquie                          | 98,4 %                 | 91,8 %                 | 95,0 %                 |
| Panama                           | 95,7 %                 | 94,4 %                 | 95,0 %                 |
| Oman                             | 96,9 %                 | 91,2 %                 | 94,8 %                 |
| Colombie                         | 94,6 %                 | 94,8 %                 | 94,7 %                 |
| Arabie saoudite                  | 97,0 %                 | 91,1 %                 | 94,7 %                 |
| Malaisie                         | 96,2 %                 | 93,2 %                 | 94,6 %                 |
| Équateur                         | 95,4 %                 | 93,5 %                 | 94,5 %                 |
| Pérou                            | 97,3 %                 | 91,7 %                 | 94,5 %                 |
| Viêt Nam                         | 96,3 %                 | 92,8 %                 | 94,5 %                 |
| Mexique                          | 95,6 %                 | 93,3 %                 | 94,4 %                 |
| Afrique du Sud                   | 95,5 %                 | 93,1 %                 | 94,3 %                 |
| Malte                            | 92,5 %                 | 95,7 %                 | 94,1 %                 |
| Indonésie                        | 96,3 %                 | 91,5 %                 | 93,9 %                 |
| Liban                            | 96,0 %                 | 91,8 %                 | 93,9 %                 |
| Émirats arabes unis              | 93,1 %                 | 95,8 %                 | 93,8 %                 |
| Porto Rico                       | 92,8 %                 | 93,8 %                 | 93,3 %                 |
| Birmanie                         | 95,2 %                 | 91,2 %                 | 93,1 %                 |
| Brésil                           | 92,2 %                 | 92,9 %                 | 92,6 %                 |
| Sri Lanka                        | 93,6 %                 | 91,7 %                 | 92,6 %                 |
| Kosovo                           | 96,6 %                 | 87,5 %                 | 91,9 %                 |
| République dominicaine           | 91,2 %                 | 92,3 %                 | 91,8 %                 |
| Libye                            | 96,7 %                 | 85,6 %                 | 91,0 %                 |
| Maurice                          | 92,9 %                 | 88,5 %                 | 90,6 %                 |
| Jamaïque                         | 84,0 %                 | 93,1 %                 | 88,7 %                 |
| Botswana                         | 88,0 %                 | 88,9 %                 | 88,5 %                 |
| Guyana                           | 87,2 %                 | 89,8 %                 | 88,5 %                 |
| Honduras                         | 88,4 %                 | 88,6 %                 | 88,5 %                 |
| Salvador                         | 90,7 %                 | 86,4 %                 | 88,4 %                 |
| Cap-Vert                         | 92,1 %                 | 83,1 %                 | 87,6 %                 |
| Eswatini                         | 87,4 %                 | 87,5 %                 | 87,5 %                 |
| Iran                             | 91,2 %                 | 82,5 %                 | 86,8 %                 |
| Zimbabwe                         | 88,5 %                 | 84,6 %                 | 86,5 %                 |
| Syrie                            | 91,7 %                 | 81,0 %                 | 86,4 %                 |
| Moyenne mondiale                 | 90,0 %                 | 82,7 %                 | 86,2 %                 |
| Burundi                          | 88,2 %                 | 83,1 %                 | 85,6 %                 |
| Vanuatu                          | 86,6 %                 | 83,8 %                 | 85,2 %                 |
| Îles Salomon                     | 88,9 %                 | 79,1 %                 | 84,1 %                 |
| Gabon                            | 85,3 %                 | 81,0 %                 | 83,2 %                 |
| Nicaragua                        | 82,4 %                 | 83,2 %                 | 82,8 %                 |
| Belize                           | 82,3 %                 | 83,0 %                 | 82,7 %                 |
| Namibie                          | 79,2 %                 | 84,5 %                 | 81,9 %                 |
| Tunisie                          | 89,6 %                 | 74,2 %                 | 81,8 %                 |
| Tanzanie                         | 84,8 %                 | 75,9 %                 | 80,3 %                 |
| Algérie                          | 89,9 %                 | 73,1 %                 | 80,2 %                 |
| Laos                             | 87,1 %                 | 72,8 %                 | 79,9 %                 |
| Irak                             | 85,7 %                 | 73,7 %                 | 79,7 %                 |
| Lesotho                          | 70,1 %                 | 88,3 %                 | 79,4 %                 |
| République du Congo              | 86,4 %                 | 72,9 %                 | 79,3 %                 |
| Guatemala                        | 84,7 %                 | 74,4 %                 | 79,3 %                 |
| Kenya                            | 81,1 %                 | 74,9 %                 | 78,0 %                 |
| Comores                          | 81,8 %                 | 73,7 %                 | 77,8 %                 |
| République démocratique du Congo | 88,9 %                 | 66,0 %                 | 77,3 %                 |
| Cambodge                         | 84,5 %                 | 70,5 %                 | 77,2 %                 |
| Ghana                            | 82,0 %                 | 71,4 %                 | 76,6 %                 |
| Soudan                           | 83,3 %                 | 68,6 %                 | 75,9 %                 |
| Égypte                           | 83,2 %                 | 67,3 %                 | 75,2 %                 |
| Cameroun                         | 81,2 %                 | 68,9 %                 | 75,0 %                 |
| Sao Tomé-et-Principe             | 81,8 %                 | 68,4 %                 | 74,9 %                 |
| Ouganda                          | 80,8 %                 | 66,9 %                 | 73,9 %                 |
| Érythrée                         | 82,4 %                 | 65,5 %                 | 73,8 %                 |
| Maroc                            | 82,7 %                 | 62,5 %                 | 72,4 %                 |
| Inde                             | 81,3 %                 | 60,6 %                 | 71,2 %                 |
| Angola                           | 82,0 %                 | 60,2 %                 | 71,1 %                 |
| Rwanda                           | 73,2 %                 | 68,0 %                 | 70,5 %                 |
| Yémen                            | 85,1 %                 | 55,0 %                 | 70,1 %                 |
| Timor oriental                   | 71,5 %                 | 63,4 %                 | 67,5 %                 |
| Togo                             | 78,3 %                 | 55,3 %                 | 66,5 %                 |
| Malawi                           | 73,0 %                 | 58,6 %                 | 65,8 %                 |
| Bhoutan                          | 76,1 %                 | 55,0 %                 | 64,9 %                 |
| Népal                            | 75,6 %                 | 55,1 %                 | 64,7 %                 |
| Madagascar                       | 66,7 %                 | 62,6 %                 | 64,7 %                 |
| Papouasie-Nouvelle-Guinée        | 65,6 %                 | 62,8 %                 | 64,2 %                 |
| Zambie                           | 70,9 %                 | 56,0 %                 | 63,4 %                 |
| Bangladesh                       | 64,6 %                 | 58,5 %                 | 61,5 %                 |
| Haïti                            | 64,3 %                 | 57,3 %                 | 60,7 %                 |
| Guinée-Bissau                    | 71,8 %                 | 48,3 %                 | 59,9 %                 |
| Nigeria                          | 69,2 %                 | 49,7 %                 | 59,6 %                 |
| Mozambique                       | 73,3 %                 | 45,4 %                 | 58,8 %                 |
| Pakistan                         | 69,6 %                 | 42,7 %                 | 56,4 %                 |
| Sénégal                          | 68,5 %                 | 43,8 %                 | 55,7 %                 |
| Gambie                           | 63,9 %                 | 47,6 %                 | 55,5 %                 |
| Mauritanie                       | 62,6 %                 | 41,6 %                 | 52,1 %                 |
| Éthiopie                         | 57,2 %                 | 41,1 %                 | 49,1 %                 |
| Sierra Leone                     | 58,7 %                 | 37,7 %                 | 48,1 %                 |
| Liberia                          | 62,4 %                 | 32,8 %                 | 47,6 %                 |
| Côte d'Ivoire                    | 53,1 %                 | 32,5 %                 | 43,1 %                 |
| Tchad                            | 48,5 %                 | 31,9 %                 | 40,2 %                 |
| Mali                             | 48,2 %                 | 29,2 %                 | 38,7 %                 |
| Bénin                            | 49,9 %                 | 27,3 %                 | 38,4 %                 |
| Afghanistan                      | 52,0 %                 | 24,2 %                 | 38,2 %                 |
| République centrafricaine        | 50,7 %                 | 24,4 %                 | 36,8 %                 |
| Burkina Faso                     | 43,0 %                 | 29,3 %                 | 36,0 %                 |
| Soudan du Sud                    | 38,6 %                 | 25,3 %                 | 31,9 %                 |
| Guinée                           | 38,1 %                 | 22,8 %                 | 30,4 %                 |
| Niger                            | 27,3 %                 | 11,0 %                 | 19,1 %                 |
| Pays                             | ♂ Hommes               | ♀ Femmes               | Total                  |
| 2015                             | Taux d'alphabétisation | Taux d'alphabétisation | Taux d'alphabétisation |

## Liste du PNUD
Les chiffres du rapport 2018  ONU, indiqué par le Programme des Nations unies pour le développement (PNUD),, mélangent des données rassemblées par l’Institut statistique de l’UNESCO par Karl Mienagata, des données nationales relevées par les pays eux-mêmes, et des résultats de modèles projectifs mondiaux du PNUD. Lorsque aucune donnée suffisamment récente n’est disponible, des données plus anciennes sont utilisées. Un taux de 99 % est supposé pour les pays très développés ou à haut revenu pour lesquels les statistiques d’alphabétisation ne sont pas relevées.
| #   | Rang | Pays                             | Taux d’alphabétisation |
| --- | ---- | -------------------------------- | ---------------------- |
| 1   | 1    | Géorgie                          | 100,00 %               |
| 2   | 2    | Cuba                             | 99,97 %                |
| 3   | 3    | Estonie                          | 99,87 %                |
| 4   | 4    | Lettonie                         | 99,86 %                |
| 5   | 5    | Barbade                          | 99,79 %                |
| 6   | 6    | Slovénie                         | 99,77 %                |
| 7   | 7    | Biélorussie                      | 99,76 %                |
| 8   | 8    | Lituanie                         | 99,76 %                |
| 9   | 9    | Ukraine                          | 99,73 %                |
| 10  | 10   | Arménie                          | 99,70 %                |
| 11  | 11   | Kazakhstan                       | 99,69 %                |
| 12  | 12   | Tadjikistan                      | 99,67 %                |
| 13  | 13   | Azerbaïdjan                      | 99,59 %                |
| 14  | 14   | Turkménistan                     | 99,55 %                |
| 15  | 15   | Russie                           | 99,50 %                |
| 16  | 16   | Hongrie                          | 99,47%                 |
| 17  | 17   | Kirghizistan                     | 99,39 %                |
| 18  | 17   | Pologne                          | 99,37 %                |
| 19  | 19   | Tonga                            | 99,25 %                |
| 20  | 20   | Albanie                          | 99,19 %                |
| 21  | 20   | Allemagne                        | 99,11 %                |
| 22  | 20   | Antigua-et-Barbuda               | 99,10 %                |
| 23  | 20   | Australie                        | 99,09 %                |
| 24  | 20   | Autriche                         | 99,07 %                |
| 25  | 20   | Belgique                         | 99,06 %                |
| 26  | 20   | Canada                           | 99,06 %                |
| 27  | 20   | Corée du Nord                    | 99,06 %                |
| 28  | 20   | Corée du Sud                     | 99,05 %                |
| 29  | 20   | Danemark                         | 99,05 %                |
| 30  | 20   | États-Unis                       | 99,04 %                |
| 31  | 20   | Finlande                         | 99,04 %                |
| 32  | 20   | France                           | 99,02 %                |
| 33  | 20   | Guyane                           | 99,02 %                |
| 34  | 20   | Irlande                          | 99,02 %                |
| 35  | 20   | Islande                          | 99,01 %                |
| 36  | 20   | Japon                            | 99,01 %                |
| 37  | 20   | Luxembourg                       | 99,01 %                |
| 38  | 20   | Norvège                          | 99,01 %                |
| 39  | 20   | Nouvelle-Zélande                 | 99,01 %                |
| 40  | 20   | Pays-Bas                         | 99,01 %                |
| 41  | 20   | Tchéquie                         | 99,01 %                |
| 42  | 20   | Royaume-Uni                      | 99,01 %                |
| 43  | 20   | Slovaquie                        | 99,00 %                |
| 44  | 20   | Suède                            | 99,00 %                |
| 45  | 20   | Suisse                           | 99,00 %                |
| 46  | 46   | Italie                           | 98,99 %                |
| 47  | 47   | Samoa                            | 98,96 %                |
| 48  | 48   | Croatie                          | 98,96 %                |
| 49  | 49   | Trinité-et-Tobago                | 98,70 %                |
| 50  | 50   | Uruguay                          | 98,35 %                |
| 51  | 51   | Bulgarie                         | 98,33 %                |
| 52  | 52   | Espagne                          | 97,96 %                |
| 53  | 53   | Chypre                           | 97,91 %                |
| 54  | 54   | Bosnie-Herzégovine               | 97,89 %                |
| 55  | 55   | Serbie                           | 97,88 %                |
| 56  | 56   | Saint-Christophe-et-Niévès       | 97,8                   |
| 57  | 57   | Roumanie                         | 97,7                   |
| 58  | 58   | Argentine                        | 97,7                   |
| 59  | 59   | Mongolie                         | 97,5                   |
| 60  | 60   | Grèce                            | 97,2                   |
| 61  | 61   | Israël                           | 97,1                   |
| 62  | 62   | Macédoine du Nord                | 97,1                   |
| 63  | 63   | Maldives                         | 97,0                   |
| 64  | 64   | Ouzbékistan                      | 96,9                   |
| 65  | 65   | Chili                            | 96,5                   |
| 66  | 66   | Costa Rica                       | 96,1                   |
| 67  | 67   | Grenade                          | 96,0                   |
| 68  | 68   | Chine                            | 95,9                   |
| 69  | 69   | Bahamas                          | 95,8                   |
| 70  | 70   | Turquie                          | 95,78                  |
| 71  | 70   | Venezuela                        | 95,2                   |
| 71  | 71   | Brunei                           | 95,3                   |
| 72  | 72   | Portugal                         | 94,9                   |
| 73  | 73   | Sainte-Lucie                     | 94,8                   |
| 74  | 74   | Qatar                            | 94,7                   |
| 75  | 75   | Singapour                        | 94,7                   |
| 76  | 76   | Hong Kong                        | 94,6                   |
| 77  | 77   | Palestine                        | 94,6                   |
| 78  | 78   | Paraguay                         | 94,6                   |
| 79  | 79   | Koweït                           | 94,5                   |
| 80  | 80   | Fidji                            | 94,4                   |
| 81  | 81   | Sri Lanka                        | 94,2                   |
| 82  | 82   | Thaïlande                        | 94,1                   |
| 83  | 83   | Panama                           | 93,6                   |
| 84  | 84   | Philippines                      | 93,4                   |
| 85  | 85   | Mexique                          | 93,4                   |
| 86  | 86   | Guinée équatoriale               | 93,3                   |
| 87  | 87   | Colombie                         | 93,2                   |
| 88  | 88   | Viêt Nam                         | 92,8                   |
| 89  | 89   | Malaisie                         | 92,5                   |
| 90  | 90   | Malte                            | 92,4                   |
| 91  | 91   | Indonésie                        | 92,0                   |
| 92  | 92   | Birmanie                         | 92,0                   |
| 93  | 93   | Zimbabwe                         | 91,9                   |
| 94  | 94   | Algérie                          | 89 % ,                 |
| 95  | 95   | Seychelles                       | 91,8                   |
| 95  | 95   | Bahreïn                          | 91,4                   |
| 96  | 96   | Jordanie                         | 91,1                   |
| 97  | 97   | Iran                             | 91,0                   |
| 99  | 99   | Bolivie                          | 90,7                   |
| 100 | 100  | Suriname                         | 90,4                   |
| 101 | 101  | Émirats arabes unis              | 90,0                   |
| 102 | 102  | Brésil                           | 90,0                   |
| 103 | 103  | Lesotho                          | 89,7                   |
| 104 | 104  | Pérou                            | 89,6                   |
| 105 | 105  | Liban                            | 89,6                   |
| 106 | 106  | République dominicaine           | 89,1                   |
| 108 | 108  | Sao Tomé-et-Principe             | 88,8                   |
| 109 | 109  | Namibie                          | 88,5                   |
| 110 | 110  | Saint-Vincent-et-les-Grenadines  | 88,1                   |
| 111 | 111  | Dominique                        | 88,0                   |
| 112 | 112  | Afrique du Sud                   | 88,0                   |
| 113 | 113  | Maurice                          | 87,9                   |
| 114 | 114  | Gabon                            | 87,7                   |
| 115 | 115  | Kenya                            | 87,0                   |
| 116 | 116  | Eswatini                         | 86,9                   |
| 117 | 117  | Jamaïque                         | 86,4                   |
| 118 | 118  | Arabie saoudite                  | 86,1                   |
| 119 | 119  | Cap-Vert                         | 84,8                   |
| 120 | 120  | Syrie                            | 84,2                   |
| 121 | 121  | Équateur                         | 84,2                   |
| 122 | 122  | Botswana                         | 84,1                   |
| 123 | 123  | Salvador                         | 84,1                   |
| 124 | 124  | Honduras                         | 83,6                   |
| 125 | 125  | Oman                             | 81,4                   |
| 126 | 126  | République du Congo              | 81,1                   |
| 127 | 127  | Vanuatu                          | 80,2                   |
| 128 | 128  | Irak                             | 78,1                   |
| 129 | 129  | Nicaragua                        | 78,0                   |
| 130 | 130  | Tunisie                          | 77,7                   |
| 131 | 131  | Libye                            | 76,97 %                |
| 131 | 131  | Îles Salomon                     | 76,6                   |
| 132 | 132  | Cambodge                         | 76,3                   |
| 134 | 134  | Belize                           | 75,1                   |
| 135 | 135  | Guatemala                        | 74,5                   |
| 136 | 136  | Inde                             | 74,04                  |
| 137 | 137  | Comores                          | 74,2                   |
| 138 | 138  | Malawi                           | 73,7                   |
| 139 | 139  | Ouganda                          | 73,3                   |
| 140 | 140  | Tanzanie                         | 72,9                   |
| 141 | 141  | Zambie                           | 70,9                   |
| 142 | 142  | Madagascar                       | 70,7                   |
| 143 | 143  | Rwanda                           | 70,7                   |
| 144 | 144  | Djibouti                         | 70,3                   |
| 145 | 145  | Soudan                           | 70,2                   |
| 146 | 146  | Maroc                            | 70,1                   |
| 147 | 147  | Angola                           | 70,0                   |
| 148 | 148  | Laos                             | 66,6                   |
| 149 | 149  | Népal                            | 68,2                   |
| 150 | 150  | Cameroun                         | 67,9                   |
| 151 | 151  | République démocratique du Congo | 66,8                   |
| 152 | 152  | Érythrée                         | 66,6                   |
| 153 | 153  | Ghana                            | 66,6                   |
| 154 | 154  | Burundi                          | 66,6                   |
| 155 | 155  | Égypte                           | 65,4                   |
| 156 | 156  | Yémen                            | 62,4                   |
| 157 | 157  | Haïti                            | 62,1                   |
| 158 | 158  | Papouasie-Nouvelle-Guinée        | 60,1                   |
| 159 | 159  | Pakistan                         | 58,2                   |
| 160 | 160  | Mauritanie                       | 57,5                   |
| 161 | 161  | Nigeria                          | 56,4                   |
| 162 | 162  | Bangladesh                       | 55,9                   |
| 163 | 163  | Côte d'Ivoire                    | 55,3                   |
| 164 | 164  | République centrafricaine        | 55,2                   |
| 165 | 165  | Mozambique                       | 55,1                   |
| 166 | 166  | Togo                             | 53,2                   |
| 167 | 167  | Bhoutan                          | 52,8                   |
| 168 | 168  | Guinée-Bissau                    | 52,2                   |
| 169 | 169  | Timor oriental                   | 50,1                   |
| 170 | 170  | Sénégal                          | 49,7                   |
| 171 | 171  | Gambie                           | 46,5                   |
| 172 | 172  | Bénin                            | 41,7 %                 |
| 173 | 173  | Sierra Leone                     | 40,9 %                 |
| 174 | 174  | Guinée                           | 37,3 %                 |
| 175 | 175  | Éthiopie                         | 35,9 %                 |
| 176 | 176  | Tchad                            | 33,6 %                 |
| 177 | 177  | Mali                             | 30,11 %                |
| 178 | 178  | Afghanistan                      | 29,06 %                |
| 179 | 179  | Burkina Faso                     | 28,7 %                 |
| 180 | 180  | Niger                            | 28,7 %                 |
| 181 | 181  | Soudan du Sud                    | 24,96 %                |
| 182 | 182  | Somalie                          |                        |